# Красний Яр (Сюмсинський район)
Красний Яр (рос. Красный Яр) — присілок у складі Сюмсинського району Удмуртії, Росія.
Населення — 8 осіб (2010; 54 в 2002).
Національний склад (2002):
- росіяни — 85 %

## Урбаноніми[3]
- вулиці — Красноярська